# Historyja o Spierze
Historyja o Spierze (Historyja żałosna a straszliwa o Franciszku Spierze, który się dla bojaźni ludzkiej prawdy Pańskiej zaprzał) – utwór Stanisława Murzynowskiego wydany w Królewcu w 1551.
Utwór oparty został na autentycznym wydarzeniu. Opisuje śmierć włoskiego adwokata, Francesco Spiera, który zmarł w 1548 pod Padwą. Spiera wcześniej był luteraninem, powrócił jednak do katolicyzmu. Historyja powstała w środowisku protestanckim, więc śmierć Spiery w mękach została przedstawiona jako kara Boga za porzucenie prawdziwej wiary. Utwór stanowi kompilację czterech traktatów na ten temat z dodanymi własnymi wstawkami. Murzynowski nie ograniczył się tylko do zrelacjonowania zdarzeń, ale ukazał również stany psychiczne bohatera. 